# Vlag van Luyksgestel

Vlag van de gemeente Luyksgestel
(1989-1997)

De vlag van Luyksgestel werd op 5 november 1987 bij raadsbesluit vastgesteld als de gemeentelijke vlag van de Noord-Brabantse gemeente Luyksgestel. De vlag kan als volgt worden beschreven:
Zeven banen van gelijke hoogte van geel en rood, met in de broektop een zwart vierkant met zijden van 3/7 van de vlaghoogte, waarin een gele leeuw met rode tong en nagels; in de vluchthoek over de onderste drie banen de contouren van drie naast elkaar geplaatste groene bomen.
De kleuren en symbolen in de vlag zijn ontleend aan de wapens van het Hertogdom Brabant en het Graafschap Loon en ten slotte het gemeentewapen. Historisch zegelde Luyksgestel met het zegel waarop het wapen van Loon was afgebeeld. Tot 1794 behoorde Luyksgestel tot het Prinsbisdom Luik. Van 1813 tot 1818 behoorde de gemeente tot Antwerpen, waarna zij naar Noord-Brabant overging.
Op 1 januari 1997 is Luyksgestel opgegaan in de gemeente Bergeyk (in 1998 hernoemd naar Bergeijk), waarmee de vlag als gemeentevlag kwam te vervallen.

## Verwante afbeelding

Wapen van Luyksgestel

Aalburg 
· Aarle-Rixtel 
· Alphen en Riel 
· Bakel en Milheeze 
· Beek en Donk 
· Beers 
· Berghem 
· Berkel-Enschot 
· Berlicum 
· Bladel en Netersel 
· Borkel en Schaft 
· Boxmeer 
· Budel 
· Chaam 
· Cuijk 
· Cuijk en Sint Agatha 
· Den Dungen 
· Diessen 
· Dinteloord en Prinsenland 
· Drunen 
· Dussen 
· Engelen 
· Erp 
· Esch 
· Escharen 
· Fijnaart en Heijningen 
· Geffen 
· Geldrop 
· Gemert 
· Giessen 
· Ginneken en Bavel 
· Grave 
· 's Gravenmoer 
· Haaren 
· Halsteren 
· Haps 
· Heesch 
· Heeswijk-Dinther 
· Heeze 
· Helvoirt 
· Hoeven 
· Hooge en Lage Mierde 
· Hooge en Lage Zwaluwe 
· Hoogeloon, Hapert en Casteren 
· Huijbergen 
· Klundert 
· Landerd 
· Leende 
· Liempde 
· Lieshout 
· Lith 
· Luyksgestel 
· Maarheeze 
· Maasdonk 
· Made en Drimmelen 
· Megen, Haren en Macharen 
· Mierlo 
· Mill en Sint Hubert 
· Moergestel 
· Nieuw-Ginneken 
· Nieuw-Vossemeer 
· Nistelrode 
· Nuland 
· Oeffelt 
· Oost-, West- en Middelbeers 
· Oploo, Sint Anthonis en Ledeacker 
· Ossendrecht 
· Oud en Nieuw Gastel 
· Oudenbosch 
· Prinsenbeek 
· Putte 
· Raamsdonk 
· Ravenstein 
· Reusel 
· Riethoven 
· Rijsbergen 
· Rijswijk 
· Roosendaal en Nispen 
· Rosmalen 
· Schaijk 
· Schijndel 
· Sint Anthonis 
· Sint-Oedenrode 
· Sprang-Capelle 
· Standdaarbuiten 
· Terheijden 
· Teteringen 
· Uden 
· Udenhout 
· Veghel
· Vessem, Wintelre en Knegsel 
· Vierlingsbeek 
· Vlijmen 
· Wanroij 
· Waspik 
· Werkendam 
· Westerhoven 
· Willemstad 
· Woudrichem 
· Wouw 
· Zeeland 
· Zevenbergen